# 克拉西瓦亞梅恰河
克拉西瓦亞梅恰河是俄羅斯的河流，位於圖拉州和利佩茨克州內，屬於頓河的右支流，河道全長244公里，流域面積6,000平方公里，在每年11月下旬開始結冰，直至翌年4月上旬，河畔城鎮有葉夫列莫夫。